# Nülan Wu Hao
Nülan Wu Hao (xinès simplificat: 女篮5号, pinyin: Nǚlán Wǔ Hào, literalment 'La jugadora de bàsquet número 5') és una pel·lícula xinesa del 1957, produïda per Tianma Film Studio i dirigida per Xie Jin. És la primera pel·lícula en color sobre esports de la República Popular de la Xina, així com l'òpera prima del director.

## Sinopsi
Ambientada abans de la creació de la República Popular, Lin Jie, la filla del president de l'equip de bàsquet de la Xina oriental en Xangai, s'enamora del millor jugador de l'equip, Tian Zhenhua. En el transcurs d'un partit contra mariners estrangers, el president, que ha acceptat diners a canvi de la derrota, ordena a l'equip que perda. Però Tian, per orgull nacional, lidera a l'equip cap a la victòria. El president contracta a matons per a que donen una lliçó a Tian, i obliga igualment a la seua filla a casar-se amb un home ric. 18 anys més tard, Tian és l'entrenador de l'equip femení de bàsquet de Xangai i Xiao Jie, la filla de Lin, és una jove esportista dotada per al bàsquet, però amb prejudicis negatius que la fan dubtar de seguir la carrera esportiva. Tian l'ajuda i l'encoratja amb paciència, però un dia Xiao Jie es lesiona en un partit i és hospitalitzada. Tian i Lin es creuen tots dos en una visita i el seu amor renaix. Finalment, Xiao Jie és seleccionada per a la selecció i participa en competicions internacionals.

## Història
El cinema xinés va nàixer a Xangai, ciutat on entre 1921 i 1937 es realitzen unes mil pel·lícules. Però la invasió japonesa del 1937 i les posteriors guerres suposen una minva de la indústria. Amb la proclamació de la República Popular l'any 1949, els empresaris abandonen la ciutat i es reubiquen a Hong Kong i Taiwan. La indústria cinematogràfica és nacionalitzada, i es creen noves empreses productores. Progressivament, anirà sorgint una nova generació de realitzadors, entre els quals un dels més talentosos és el jove Xie Jin, que debuta amb esta pel·lícula que va marcar el període precedent a la Revolució Cultural.
El nou cinema xinés no estava pensat per a ser exportat. Els crítics occidentals descobreixen este cinema al Festival de Karlovy Vary, en Txecoslovàquia, on ja majoria de cintes provenen de la Unió Soviètica i dels països de l'Europa de l'est, i on domina als anys 1950, l'esperit del «realisme socialista» d'Andrei Jdànov.

## Acollida del film
La pel·lícula va ser un gran èxit a la Xina, encara que a Occident no la descobririen fins anys més tard.
A França, el realitzador Xie Jin va ser ressenyat en la dècada del 1980 a les revistes Positif i Cahiers du cinéma, la qual cosa no era gens comuna a la França de l'època. Hubert Niogret, a Positif, considera propagandístic el tractament que a la pel·lícula es fa de l'elogi de l'esport i del treball, però alaba la perícia del cineasta a l'hora de crear vincles entre el públic i els personatges, fent-lo partícip de les seues emocions. Jacques Siclier, al periòdic Le Monde, nota que Xie Jin practica amb perícia l'art del flashback i l'ús del croma, amb escenes enregistrades en beix i negre, inspirant-se en les revistes xineses coetànies.
Timothy Tung va posar de relleu el fet que el director Xie Jin preferia dirigir a dones i que tenia la tendència a trobar una nova estrella femenina en cadascun dels seus grans projectes. Les actrius d'esta pel·lícula del 1957 ofereixen, segons ell, l'espectacle d'una «vitalitat desacomplexada» la qual cosa constitueix una ruptura amb la imatge de la predominant al cinema xinès. Anota que la pel·lícula és coetània a la Campanya de les Cent flors, una etapa, de durada limitada, dirigida a enfortir la llibertat d'expressió i l'aperturisme de la República Popular.
D'altres anàlisis subratllen que la pel·lícula és capaç de mostrar una imatge renovada de la dona, encara que les joves queden baix l'autoritat d'un home que les dirigeix i disciplina.